# 清平郡王
清平郡王（?—?），為中國古代西夏王朝的皇族，名字不详，他是夏神宗李遵顼的儿子、夏献宗李德旺的弟弟，被封为清平郡王。1226年，李遵顼、李德旺父子相继去世，大臣们拥立清平郡王的儿子李睍为皇帝，维持在蒙古帝国之下的危局。第二年，西夏灭亡。